# 5:e världsjamboreen
5:e världsjamboreen hölls i Vogelenzang i Nederländerna 1937. De 27 000 deltagande scouterna kom från 51 länder. Detta var grundaren Robert Baden-Powells sista jamboree; han dog i januari 1941.